# Bite Down Hard (Jo Jo Gunne)
| Recensione | Giudizio |
| ---------- | -------- |
| AllMusic   | [ 1 ]    |

Bite Down Hard è il secondo album discografico dei Jo Jo Gunne, pubblicato dall'etichetta discografica Asylum Records nel marzo del 1973.
Cambio d'organico nel gruppo, prima della registrazione dell'album, Mark Andes (che aveva fondato la band assieme a Jay Ferguson) viene sostituito dal nuovo bassista Jimmie Randall.

## Tracce
Lato A
Testi e musiche di Jay Ferguson.
1. Ready Freddy – 4:00
2. Roll Over Me – 3:31
3. 60 Minutes to Go – 4:23
4. Rock Around the Symbol – 2:25
5. Broken Down man – 4:00

Lato B
Testi e musiche di Jay Ferguson, eccetto dove indicato..
1. Special Situations – 4:40 (Jay Ferguson, Matthew Andes)
2. Take Me Down Easy – 5:25
3. Wait a Lifetime – 3:30
4. Rhoda – 4:44 (Jo Jo Gunne)

## Formazione
- Jay Ferguson - tastiere, voce solista
- Matthew Andes - chitarre, voce
- Jimmie Randall - basso, voce
- Curly Smith - batteria, armonica (harp), voce

Note aggiuntive
- Bill Szymczyk - produttore (per la Pandora Productions)
- Allen Blazer - assistente alla produzione
- Registrato al Plant North di Sausalito, California
- Design album a cura della Pacific Eye & Ear
- Lorrie Sullivan - fotografia
- Art Linson e Danny Tucker - direzione[4]